# Wiśnicka księga złoczyńców
Wiśnicka księga złoczyńców (libri maleficorum) – archiwalny rękopis zapisów sądowych miasta Nowy Wiśnicz.
Księga pisana jest neokursywą głównie po polsku z przeplotami łaciny przez co najmniej 9 osób (rąk). Zapisy zaczynają się od roku 1632 i znajdują się na 550 stronach papierowych kart o wymiarach 20 × 15 cm. Rękopis zawiera 52 sprawozdania z procesów o przestępstwa: kradzieży – 19, zabójstwa – 9, zbójnictwa – 8, czarów – 3, rozboju 2, cudzołóstwa – 2, świętokradztwa – 2, napadu na dwór – 2, zgwałcenia – 1, dzieciobójstwa – 1.
Rękopis ma dużą wartość historyczną i znajduje się obecnie (2006) w Archiwum Diecezjalnym w Tarnowie.